# Мікродержава
Мікродержава, також Ка́рликова держава, — невелика незалежна держава. При цьому критерії, що за ними державу зараховують до цієї категорії, можуть відрізнятися.
При класифікації за площею мікродержавами називають, як правило, державу, що площею менша від площі Люксембургу. Сам Люксембург іноді також зараховують до мікродержав. Часто як критерій застосовується чисельність мешканців. При цьому в термінології ООН і Всесвітнього банку мікродержавами вважаються держави, людність яких не перевищує 1 млн осіб. У доповідях Співдружності застосовується термін малі країни і поріг людності 1,5 млн осіб. Врешті, іноді мікродержавами називають держави з людністю менш ніж 500 тис. осіб.
Багато мікродержав є порівняно молодими утвореннями (Сингапур, Бахрейн та інші). Водночас більшість мікродержав Європи мають багатовікову історію. Наприклад, Сан-Марино вважається найстарішою державою Європи.
Іноді також вживають поняття мікрокраїна, до числа яких включають не тільки невеликі незалежні держави, але й інші невеликі географічно й історично відособлені (найчастіше острівні) території — залежні території, адміністративні автономії і таке інше. Приклади: острів Мен, Гернсі, Борнхольм, Гібралтар, Майотта, Гуам, Гельголанд, Афон і таке інше.

## Список мікродержав

### У Європі
- Люксембург (2 586 км²) [1]
- Андорра (468 км²)
- Мальта (316 км²)
- Ліхтенштейн (Князівство Ліхтенштейн)(157 км²)
- Сан-Марино (61 км²)
- Монако (1,95 км²)
- Ватикан (0,44 км²)
- Суверенний Мальтійський орден (сьогоднішня територія прадавньої держави — усього одна садиба в Римі)

Залежні території й адміністративні автономії Європи:
- Гернсі (Володіння Британської корони)
- Гібралтар (територія Великої Британії)
- Джерсі (Володіння Британської корони)
- Острів Мен (Володіння Британської корони)
- Фарерські острови (частина Королівства Данії)
- Аландські острови (частина Фінляндскої Республіки)

### В Азії
- Сінгапур (648 км²) [2]
- Бахрейн (620 км²)
- Мальдіви (Мальдівська Республіка) (300 км²)

Залежні території й адміністративні автономії Азії:
- Британська територія в Індійському океані (Архіпелаг Чагос) (колонія Англії). Площа — 67 км². Корінне населення виселене англійськими колонізаторами на Маврикій
- Гонконг (Спеціальний адміністративний район Гонконг)
- Кокосові острови (Територія Кокосових Островів)
- Макао (Спеціальний адміністративний район Макао)
- Острів Різдва (Територія Острова Різдва)

### В Африці
- Маврикій (1 860 км²) [1] [2]
- Сан-Томе і Принсіпі (1 001 км²)
- Сейшельські острови (455 км²)
- Кабо-Верде(Республіка Кабо-Верде) Територія 4033 км². Населення 418,2 тис. чол. (2005).
- Коморські острови(Союз Коморських островів) Територія 2 170 км². Населення 671,2 тис. чол. (2005).

Залежні території й адміністративні автономії Африки:
- Майотта (заморська територія Франції). Територія 374 км². Населення 193,6 тис. чол. (2005).
- Реюньйон (заморський департамент Франції). Територія 2 517 км². Населення 776,9 тис. чол. (2005).
- Острів Святої Єлени (заморська територія Великої Британії). Територія 410 км². Населення 7,4 тис. чол. (2005).
- Іспанська Північна Африка (автономні міста Сеута і Мелілья (з підлеглими островами: Велес-де-ла-Гомера, Алусемас і Чафарінас)). Площа — 31 км².

### В Америці
- Домініка (754 км²)
- Сент-Люсія (620 км²)
- Антигуа і Барбуда (442 км²)
- Барбадос (430 км²)
- Сент-Вінсент і Гренадини (389 км²)
- Гренада (344 км²)
- Сент-Кіттс і Невіс (261 км²)

Залежні території й адміністративні автономії Америки:
- Ангілья (заморська територія Великої Британії). Територія 91 км². Населення 13,2 тис. чол. (2005).
- Аруба (частина Королівства Нідерландів). Територія 193 км². Населення 71,5 тис. чол. (2005).
- Бермудські острови (заморська територія Великої Британії). Територія 58,8 км². Населення 65,3 тис. чол. (2005).
- Британські Віргінські острови (заморська територія Великої Британії). Територія 153 км². Населення 22,6 тис. чол. (2005).
- Американські Віргінські острови (керована територія США). Територія 352 км². Населення 108,7 тыс. чел. (2005).
- Гваделупа (Департамент Гваделупа). Територія 1 780 км². Населення 448,7 тис. чол. (2005).
- Кайманові острови (заморська територія Великої Британії). Територія 262 км². Населення 44,2 тис. чол. (2005).
- Мартиніка (Департамент Мартиніка). Територія 1 100 км². Населення 432,9 тис. чол. (2005).
- Монтсеррат (заморська територія Великої Британії). Територія 102 км². Населення 9 341 чол. (2005)
- Нідерландські Антильські острови (частина Королівства Нідерландів). Територія 960 км². Населення 219,9 тис. чол. (2005).
- Сен-Бартелемі (колонія Франції). Площа — 21 км², населення в 1999 — 6852 чоловік.
- Сен-Мартен (колонія Франції). Площа — 53,2 км², населення в 2004 — 33102 чоловік.
- Сен-П'єр і Мікелон (територіальні володіння Сен-П'єр і Мікелон). Територія 242 км². Населення 7 тис. чол. (2005).
- Острови Теркс і Кайкос (заморська територія Великої Британії). Територія 430 км². Населення 20,5 тис. чол. (2005).

### В Океанії
- Тонга (748 км²)
- Кірибаті (717 км²) [3]
- Федеративні Штати Мікронезії (702 км²) [3]
- Палау (458 км²)
- Маршаллові острови (181 км²)
- Тувалу (26 км²)
- Науру (21 км²) Населення 13 тис. чол.
- Самоа (Незалежна Держава Самоа). Територія 2 944 км². Населення 177,2 тис. чол. (2005).

Залежні території й адміністративні автономії Океанії:
- Американське Самоа (Територія Американського Самоа). Територія 199 км². Населення 57,8 тис. чол. (2005).
- Гуам (Територія Гуам). Територія 549 км². Населення 168,5 тис. чол. (2005).
- Острови Кука. Територія 240 км². Населення 21,3 тис. чол. (2005).
- Ніуе (Острів Ніуе). Територія 260 км². Населення 2 166 чол. (2005).
- Норфолк (Територія Острова Норфолк). Територія 34,6 км². Населення 1 828 чол. (2005).
- Піткерн (заморська територія Великої Британії). Територія 47 км². Населення 46 чол. (2005).
- Північні Маріанські острови (Співдружність Північних Маріанських Островів). Територія 477 км². Населення 82 400 чел. (2006).
- Токелау (територія Нової Зеландії). Територія 10 км². Населення 1 405 чол. (2005).
- Волліс і Футуна (заморська територія Франції). Територія 274 км². Населення 16 тис. чол. (2005).
- Французька Полінезія (Територія Французької Полінезії). Територія 4 167 км². Населення 270,4 тис. чол. (2005).

## Найбільш густонаселені мікрокраїнисвіту
(людей на квадратний кілометр):
- Аоминь (Макао) — 17684
- Монако — 16620
- Сінгапур — 6389
- Гонконг — 6317
- Гібралтар — 4289
- Сектор Газа — 3823
- Ватикан — 2093
- Мальта — 1261
- Бермуди — 1226
- Мальдіви — 1163